# Svjetionik Rt Peneda
Svjetionik Rt Peneda je svjetionik na rtu Peneda, na južnom kraju otoka Veliki Brijun.
Izgrađen je 1877. godine. Udaljen je oko 20 metara od mora. Sstoji se od manje četverokutne kamene kule visoke 15 m i zgrade koja uključuje prizemlje i prvi kat. Ukupna površina zgrade je 160 m2.
U sklopu svjetionika su skladište i motornica. Svjtionik je priključen na električnu mrežu, a vodom se opskrbljuje iz vlastite cisterne. Svjetionik je automatiziran, uključen u sustav daljinskog nadzora, pa nema stalnu posadu. Na prijelazu iz 19. u 20. stoljeće, na njemu je bila i mala meteorološka stanica.